# Trichocera bifurcata
Trichocera bifurcata är en tvåvingeart som beskrevs av Nakamura och Saigusa 1997. Trichocera bifurcata ingår i släktet Trichocera och familjen vintermyggor. Inga underarter finns listade i Catalogue of Life.